# (163051) 2001 YJ4
(163051) 2001 YJ4 est un astéroïde Apollon et aréocroiseur, classé comme potentiellement dangereux. Il fut découvert par NEAT à l'observatoire du Haleakalā le 22 décembre 2001.